# Mbuyi
Le prénom Mbuyi est un prénom luba, en tshiluba mbùùyì, pour l'enfant aîné des jumeaux. Le second jumeau se nomme généralement Kanku ou Kabanga, et en cas de triplés, le troisième Katuma
- Pour l'ensemble des articles sur les personnes portant ce prénom, consulter :
  - la liste des articles dont le titre commence par ce prénom
  - les listes produites par Wikidata : Liste des personnes de prénom « Mbuyi » — même liste en incluant les éventuels prénoms composés qui contiennent « Mbuyi ».
- Mbuyi Kalala Alafuele, candidat à l'élection présidentielle congolaise (RDC) de 2006.